# Stare Jabłonki

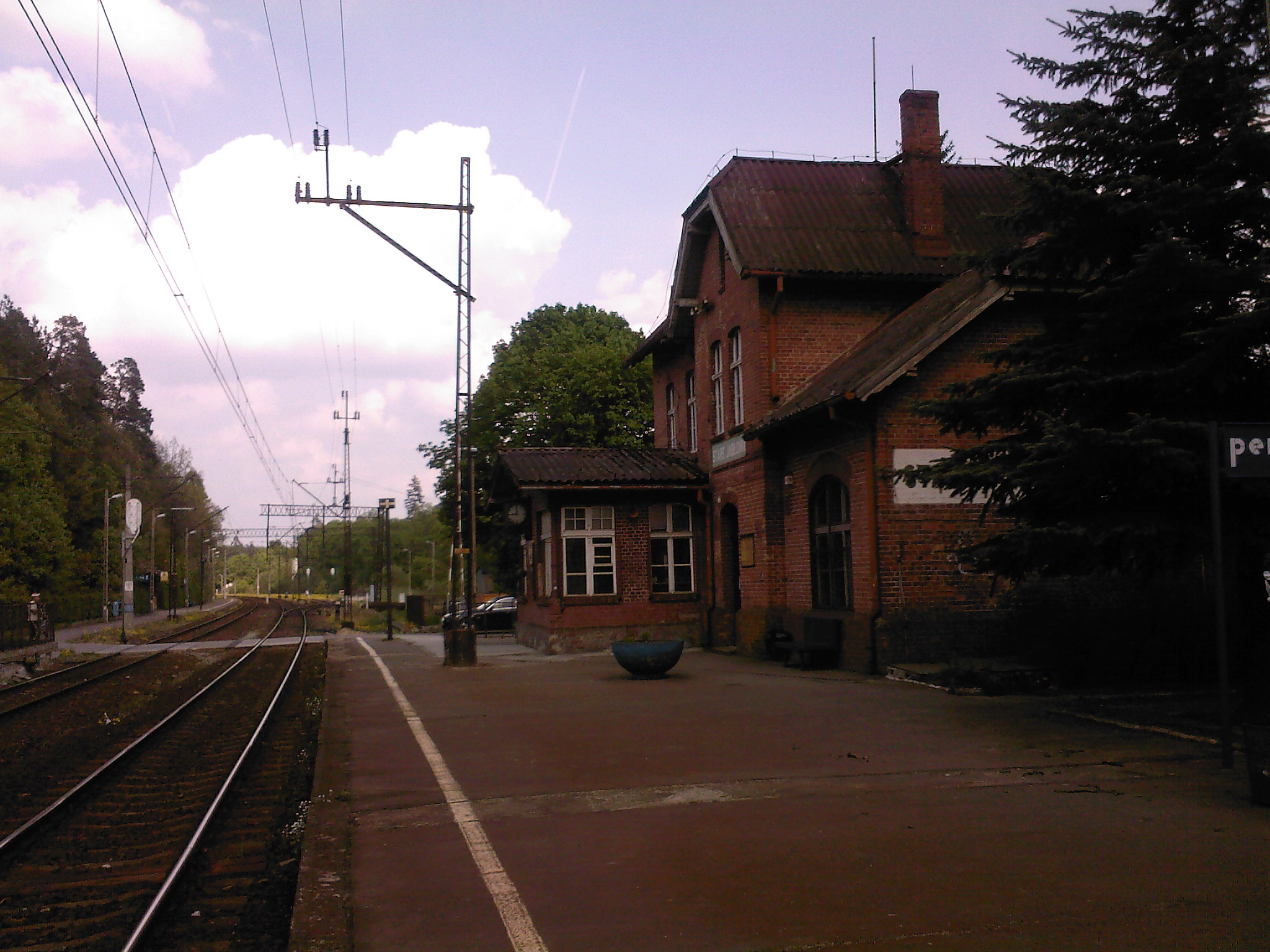
Der Bahnhof von Stare Jabłonki (2009)

Stare Jabłonki (deutsch Alt Jablonken, 1938–1945: Altfinken) ist ein Ort in der polnischen Woiwodschaft Ermland-Masuren. Er ist in die  Gmina Ostróda (Landgemeinde Osterode in Ostpreußen) im Powiat Ostródzki (Kreis Osterode in Ostpreußen) eingegliedert.

## Geographische Lage
Die Ortschaft liegt südöstlich des (Großen) Schilling-Sees (polnisch Jezioro Szełag Wielki) etwa elf Kilometer östlich der Stadt Ostróda (Osterode) und 29 Kilometer westlich der Woiwodschaftshauptstadt Olsztyn (Allenstein).

## Geschichte

### Ortsgeschichte
Die älteste Erwähnung des Dorfs Alt Jablonken, das im 18. Jahrhundert in adligem Besitz war, erfolgte in einem Dokument aus dem Jahre 1584.
Am 7. Mai 1874 wurde Jablonken Amtsdorf und damit namensgebend für einen Amtsbezirk im Kreis Osterode in Ostpreußen innerhalb des Regierungsbezirks Königsberg (ab 1905: Regierungsbezirk Allenstein) in der preußischen Provinz Ostpreußen.
Aufgrund der Bestimmungen des Versailler Vertrags stimmte die Bevölkerung im Abstimmungsgebiet Allenstein, zu dem Alt Jablonken gehörte, am 11. Juli 1920 über die weitere staatliche Zugehörigkeit zu Ostpreußen (und damit zu Deutschland) oder den Anschluss an Polen ab. In Alt Jablonken stimmten 160 Einwohner für den Verbleib bei Ostpreußen, auf Polen entfielen keine Stimmen.
In den 1930er Jahren nutzte die deutsche Luftfahrt-Industrie das Holz der Kiefern der umliegenden Wälder als Material für den Flugzeugbau. Viele Menschen der Umgebung verdienten ihren Lebensunterhalt durch die Holzwirtschaft.
Am 3. Juni – amtlich bestätigt am 16. Juli – 1938 wurde der Ort aus politisch-ideologischen Gründen der Abwehr fremdländisch klingender Ortsnamen in „Altfinken“ umbenannt. Am 15. November 1938 erhielt auch der Amtsbezirk die Umbenennung in „Amtsbezirk Altfinken“.
Gegen Ende des Zweiten Weltkriegs besetzte die Rote Armee die Region. Im Frühjahr 1945 wurde Alt Jablonken danach zusammen mit einem Teil Ostpreußens unter polnische Verwaltung gestellt. Soweit die Einwohner nicht geflohen waren, wurden sie in der darauf folgenden Zeit vertrieben. Am 12. November 1946 erhielt der Ort seinen heutigen polnischen Namen „Stare Jabłonki“. Heute ist er Sitz eines Schulzenamts (polnisch Sołectwo) innerhalb der Landgemeinde Ostróda im Powiat Ostródzki, bis 1998 der Woiwodschaft Olsztyn, seither der Woiwodschaft Ermland-Masuren mit Sitz in Olsztyn (Allenstein) zugehörig.

### Amtsbezirk Jablonken/Altfinken (1874–1945)
Zum 1874 errichteten Amtsbezirk Jablonken gehörten anfangs elf Kommunen. Aufgrund struktureller Veränderungen waren es am Ende noch fünf:
| Deutscher Name                      | Polnischer Name | Anmerkungen                     |
| ----------------------------------- | --------------- | ------------------------------- |
| Adlersbude                          | Orlik           | nach Tafelbude eingemeindet     |
| (Alt) Gensken                       | Gąski           | nach Parwolken eingemeindet     |
| (Alt) Jablonken 1938–1945 Altfinken | Stare Jabłonki  |                                 |
| Baarwiese                           | Staszkowo       |                                 |
| Bardungen                           | Barduń          | nach Parwolken eingemeindet     |
| Jablonken, Forst                    | Jabłonka        | nach Alt Jablonken eingemeindet |
| Königswiese                         | Zawady Małe     | nach Tafelbude eingemeindet     |
| Neu Gensken                         |                 | vor 1900 eingegangen            |
| Parwolken                           | Parwółki        |                                 |
| Szioreinen 1938–1945 Schioreinen    | Żurejny         | nach Alt Jablonken eingemeindet |
| Tafelbude                           | Kątno           |                                 |
| ab 1929: Tafelbrücker Heide, Forst  |                 |                                 |

Am 1. Januar 1945 bildeten nur noch Altfinken, Baarwiese, Parwolken, Tafelbude und Taberbrücker Hiede, Forst, den Amtsbezirk Altfinken.

### Einwohnerzahlen
- 1910: 074[8]
- 1933: 259[9]
- 1939: 256[9]
- 2011: 774[1]

## Kirche
Bis 1945 waren die Gläubigen sowohl der evangelischen als auch der römisch-katholischen Kirche in die Stadt Osterode in Ostpreußen eingepfarrt. Dieser Zustand ist auf der evangelischen Seite nach 1945 so geblieben. Als nach dem Krieg sich in Stare Jabłonki viele Menschen meist katholischer Konfession aus zentralen und anderen Teilen Polens ansiedelten, wurde 1946 hier eine provisorische Kapelle errichtet. In den Jahren 1959 bis 1961 baute man eine neue Kirche, die der Gottesmutter, der Königin Polens, geweiht wurde. Seit 1980 besteht in Stare Jabłonki eine Pfarrei mit einer Filialkirche in Idzbark (Hirschberg). Sie ist dem Dekanat Ostróda-Wschód (Osterode-Ost) im Erzbistum Ermland zugeordnet.

## Kultur und Sehenswürdigkeiten

### Bauwerke
Das religiöse Zentrum des Ortes ist die katholische Kirche Matki Boskiej Królowej Polski.

### Sport

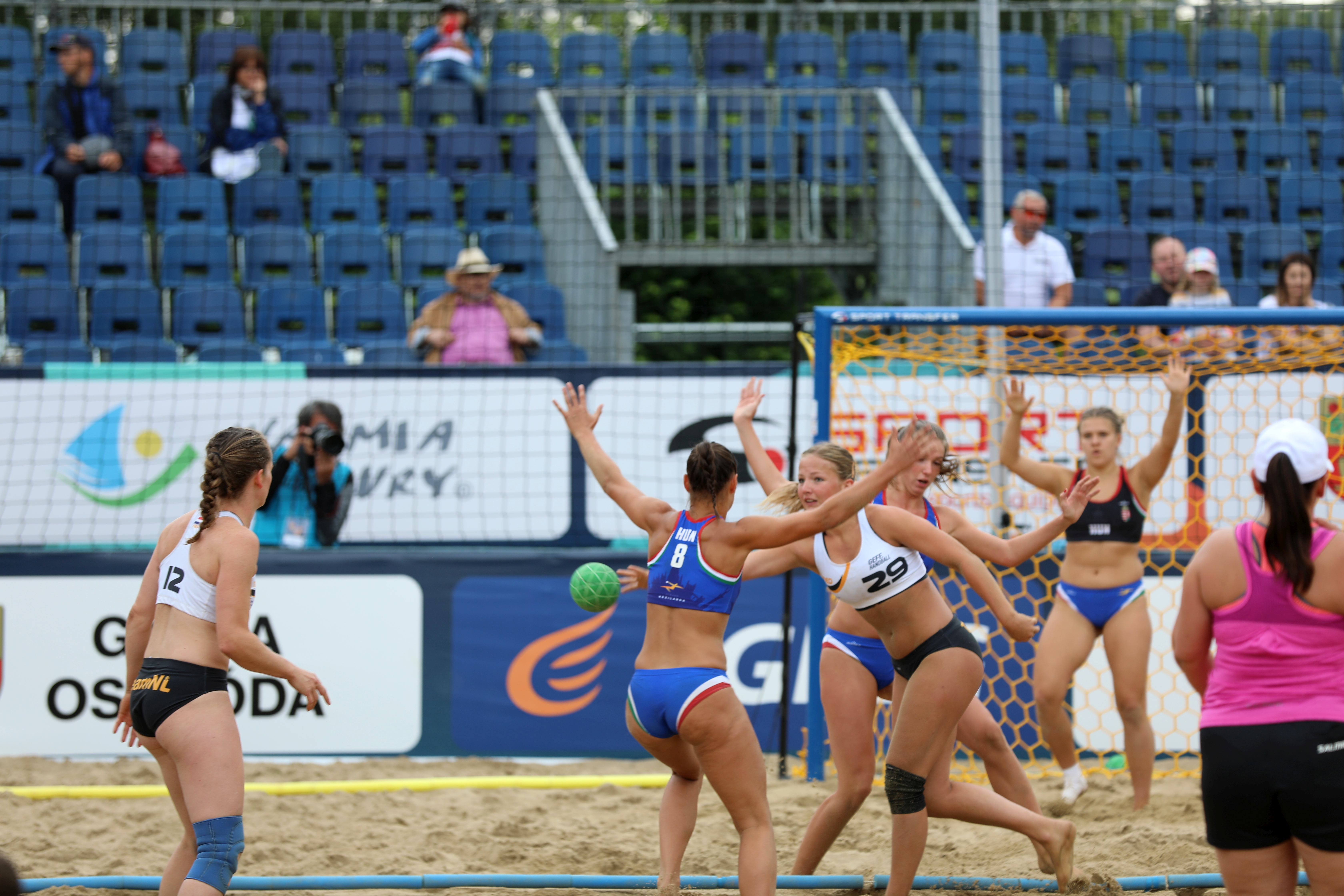
Halbfinalspiel Niederlande gegen Ungarn bei der Beachhandball Euro 2019

Überregionale Bekanntheit erlangte Stare Jabłonki als regelmäßiger Austragungsort eines Beachvolleyball-Turniers der FIVB World Tour. Seit 2004 spielen die Beachvolleyballer in dem kleinen Ort. 2013 fand hier die Beachvolleyball-Weltmeisterschaft, 2019 die Beachhandball-Europameisterschaften statt. Außerdem gibt es den Fußballverein Szeląg Stare Jabłonki.

### Regelmäßige Veranstaltungen
Seit 1998 gibt es das Musikfestival „Sielawa Blues“.

## Söhne und Töchter des Ortes
- Józef Szarek, Pathophysiologe, Professor an der Universität Ermland-Masuren, Mitglied der Akademie der Wissenschaften

## Verkehr
Stare Jabłonki liegt an der verkehrsreichen und teilweise bereits als Schnellstraße ausgebauten Landesstraße 16, die von Grudziądz (Graudenz) kommend die gesamte Woiwodschaft Ermland-Masuren durchquert und bis an die Staatsgrenze Polen/Litauen führt. Die von Ostróda (Osterode) kommende Kreisstraße (polnisch Droga powiatowa)  1320N verbindet Stare Jabłonki mit der Kreisstadt. Innerorts enden außerdem noch zwei regionale Nebenstraßen.
Seit 1890 ist Stare Jabłonki resp. Alt Jablonken Bahnstation. Der Ort liegt an der von Posen kommenden Bahnstrecke Toruń–Tschernjachowsk (deutsch Thorn–Insterburg), die allerdings im Personenverkehr nicht mehr in die Oblast Kaliningrad (Königsberger Land) führt.